# Run! Run! Run!
Run! Run! Run! är det svenska rockbandet Niccokicks tredje EP, utgiven 2004 på skivbolaget Razzia Records. EP:n var den andra att ges ut från debutalbumet Awake from the Dead, My Dear Best Friend och utgavs som CD i digipack-format.

## Låtlista
Alla låtar är skrivna av Andreas Söderlund.
1. "Run! Run! Run!" – 3:52
2. "Lost Souls Play R'n'R" – 2:53
3. "When People Turn Into Ghosts" – 5:04
4. "Rich Brunettes" – 2:35

### Fotnoter
1. 1 2  ”Run! Run! Run!”. Discogs.com. http://www.discogs.com/Niccokick-Run-Run-Run-EP/release/2344934. Läst 15 september 2012.